# Loyada
Loyada - to miasto w Dżibuti w regionie Arta, nad Zatoką Adeńską, na granicy z Somalią. Liczy 1 646 mieszkańców (2007). 
W Loyada znajduje się jedyne oficjalne przejście graniczne na granicy dżibutyjsko-somalijskiej / somalilandzkiej. Od 1999 granica ta była kilkukrotnie zamykana na dłuższy czas ze względu na spory polityczne między obydwoma krajami. Gdy w 2002 prezydentem Somalilandu został Daahir Rayaale Kaahin, który w Dżibuti pełnił wcześniej funkcję ambasadora, stosunki między Dżibuti a Somalilandem poprawiły się na tyle, że granica znów została otwarta.

## Incydent w Loyadzie
4 lutego 1976 przechwycono tu porwany dzień wcześniej autobus z kierowcą, opiekunką i 31 dziećmi uprowadzony przez 4 terrorystów somalijskich. W akcji odbicia zakładników prowadzonej przez snajperów GIGN strzelających symultanicznie z karabinów FR F1 zginęli wszyscy 4 porywacze oraz 3 wspólników efekcie dalszej strzelaniny. Jedno dziecko zginęło z broni wspólnika porywaczy, 5 zostało rannych (1 zmarło kilka dni później). Ranni zostali również opiekunka i kierowca. Jedno z dzieci zostało uprowadzone za granicę do Somalii i zwrócone po negocjacjach. Ranny został również porucznik z 2 kompanii Legii Cudzoziemskiej, wspierającej snajperów. Wspierający porywaczy Somalijczycy ponieśli kilkanaście ofiar.